# Рачунање
Рачунање или компутација је сваки тип калкулације. Наука о рачунању се назива аритметика. 

## Дефиниције
Математика се поред простог рачуна, тј. аритметике, бави још неким облицима рачунања:
- Рачун бесконачно малих (инфинитезимални рачун). То је одељак математике који обухвата диференцијални рачун и интегрални рачун, који се код нас чешће назива математичка анализа, виша математика, и ређе калкулус;
- Рачун флуксија (теорија флуксија). То је био најранији облик анализе бесконачно малих величина и диференцијалног и интегралног рачуна (в. калкулус), а створио га је Исак Њутн и развијао се у радовима енглеских математичара. Симболика Њутна у рачуну флуксија била је неспретна и потиснута је симболиком диференцијалног рачуна коју је увео Лајбниц и која се очувала до данас. Променљиве величине {\displaystyle x,y,z,...} које зависе од времена, Њутн је назвао флуентама, брзине њихових промена (токова) он је назвао флуксијама и означавао {\displaystyle {\dot {x}},{\dot {y}},{\dot {z}},...} (прве флуксије), {\displaystyle {\ddot {x}},{\ddot {y}},{\ddot {z}},...} (друге флуксије) итд. Флуксије су изводи флуента по времену. Бесконачно мале промене флуенте Њутн је називао моментима и означавао симболом О, што одговара диференцијалу флуенте. Моменат времена Њутн је означавао са О, моменат флуенте у са {\displaystyle o{\dot {y}}.} Понекад су се уводили специјални симболи флуенте 'y или Oy (симбол квадратуре). Теорија флуксија поставља два основна задатка: (1) одредити брзину кретања у датом моменту времена на основу заданог пута (задатак диференцирања имплицитне функције); (2) на основу задане брзине кретања одредити пређени пут за одређено време (задатак интегралног рачуна).
- Рачун коначних разлика је одељак математике у којем се изучавају функције за дискретне вредности аргумената.
- Рачун вероватноће, тј. Теорија вероватноће.

## Декадни бројни систем
Стари Египћани су користили непозициони децимални систем бројева.
Децимални позициони систем са нулом развио се у Индији, у Азији.

### Древни Египат
Вероватно први познати догађај у збивањима људи представља година 4241. п. н. е. када је у старом Египту уведен календар: година се састојала од 12 месеци по 30 дана и пет дана за светковине. Зато што је такав календар у основи веома тачан, овај догађај узимамо као доказ великог животног искуства и развијених математичких вештина старих Египћана.
Већ је у време древног царства у Египту, око 3600-2700. п. н. е., математика била на релативно високом нивоу. У то доба грађене су данас чувене велике фараонске гробнице - пирамиде, грађени су канали, насипи, резервоари за воду, рађена су премеравања земљишта, пописи земље, стоке, људи, злата, а астрономска знања су им била на нивоу могућности предсказивања плављења Нила.
Из тог доба потиче и прво познато математичко име: Именхотеп, који је био архитект и математичар.
Из времена средњег царства, 2000-1710. п. н. е., имамо драгоцене податке и најстарије математичке књиге, а то су Лондонски папирус или Папирус Рајнд (око 18. ст.) или Ахмесова рачуница. Ахмес је име египатског скрба, или писара, занимања које је било врло цењено. Александар Хенри Рајнд је Енглез који је у 19. веку открио Ахмесову рачуницу. Следећи документ је Московски папирус (око 20. век). Лондонски папирус има 85 задатака, а Московски 25.
Египћани су изводили множење помоћу удвостручавања а дељење помоћу половљења. Староегипатска математика је са нашег становишта била посебно занимљива. Најприје су радили служећи са разломцима {\displaystyle {\frac {1}{2}},{\frac {1}{4}},{\frac {1}{8}},{\frac {1}{16}},{\frac {1}{32}},} касније и са {\displaystyle {\frac {1}{3}},{\frac {2}{3}},} и најзад са {\displaystyle {\frac {1}{n}}.} Остале разломке приказивали су адитивно помоћу претходних. На пример, {\displaystyle {\frac {4}{5}}={\frac {1}{30}}+{\frac {1}{10}}+{\frac {2}{3}}.} За разломке {\displaystyle {\frac {2}{n}}} Лондонски папирус даје разлагања за {\displaystyle n=3,4,5,...,101;} тако на пример {\displaystyle {\frac {2}{3}}={\frac {1}{2}}+{\frac {1}{6}},\;{\frac {2}{101}}={\frac {1}{101}}+{\frac {1}{202}}+{\frac {1}{303}}+{\frac {1}{606}}.}
Египћани су решавали оно што ми данас зовемо линеарне једначине методом погрешне представке. На пример, једначину {\displaystyle x+{\frac {1}{7}}x=19} из 24. задатка Лондонског папируса решавају тако да ставе приближно {\displaystyle x_{1}=7} а онда тај број убаце у леву страну једначине и нађу одређену вредност {\displaystyle r_{1}=x_{1}+{\frac {1}{7}}x_{1};} затим одреде {\displaystyle x_{1}{\frac {19}{r_{1}}}=x} као право решење. Уопште, ако је {\displaystyle \left({\frac {a_{1}}{b_{1}}}+{\frac {a_{2}}{b_{2}}}+...+{\frac {a_{n}}{b_{n}}}\right)x=c,} стави се {\displaystyle x_{1}=b_{1}b_{2}...b_{n}} па се израчуна {\displaystyle \left({\frac {a_{1}}{b_{1}}}+...+{\frac {a_{n}}{b_{n}}}\right)x_{1}=c_{1},} а онда се нађе тражено решење у облику {\displaystyle x=x_{1}\cdot {\frac {c}{c_{1}}}.}
У Ахмесовој рачуници налази се и један задатак који би данас написали системом једначина: {\displaystyle x^{2}+y^{2}=100,\;y={\frac {3}{4}}x.} То је у историји први познати систем једначина, а наведено је исправно решење {\displaystyle x=8,\;y=6,} које је тамо добијено методом погрешног положаја.

### Стара Индија
Децимални систем бројева је посебно добро познавао Хиндус Арабхата (476-550.) који је живео на горњем Гангу почетком 6. века, али први писани доказ о децималним цифрама и нули потиче из 595. године (односно године 346. раздобља цеди). Сам облик нуле нам није познат све до 9. столећа: био је облика тачке па круга. Нула у облику кружнице се први пут јавља на једној бакарној плочи у Индији 738. године. 
Данашњи децимални систем и његови знакови развили су се у Индији вероватно у вези са рачунањем на абаку просуту песком или прашином, тим пре што у санскриту има независних посебних речи за потенције {\displaystyle 10,\;10^{2},\;...,10^{9},\;10^{10}.\;} Систем се толико био развио да га Ариабхата (5/6. век) и Брахмагупта (6. век) ни не тумаче у својим делима. У Сирији се систем спомиње 666. г., а Арапи су га примили и раширили у 7. и 8. веку.

### Арапски почеци
Прву арапску математику у индијском систему написао је персијски математичар Мохамед ибн Муса зван Ал Хорезми (Al Kowarizmi - искривљавањем, настала је реч алгоритам). Живео је у Багдаду око 825. године као књижничар на двору халифа ал Мамуна, сина Харум ал Рашида (и отац и син су му били симпатизери математике). Рођен је под именом Мухамед ибн Муса у данашњој Хиви. Његова алгебра се звала Al-gebr w'al muqabalah а написана је око 825. године. То дело и њен писац су постали веома познати у историји математике, па је Багдад, нови град основан око 762. године, остао током више од пет столећа јако математичко средиште, у којем су уз мухамеданце деловали и хебрејски и хришћански математичари. Из наслова тог дела настао је назив алгебра, тада нове математичке дисциплине. Иначе, сама реч Al-gebr (лат. restauratio) значила је успостављање, рестаурирање, а операција на једначинама је била да се добије еквивалентна једначина са самим позитивним члановима. Онај други израз у наслову Al muquabalah (лат. oppositio) исказивао је операцију умањивања за исти (мањи) број са обе стране једнакости.
Ал Хорезмијева алгебра је имала велики утицај на развој математичке мисли. Дело је било базирано на Брахмагуптиној алгебри као и уопште на индијској математици, али и на грчкој математици. Садржавало је разрађен декадни систем бројева са нулом и преведено је на латински језик у 12. веку.
Присталице декадног система су у Европи 12-14. века по Ал Хорезмију називане алгоритмистима, за разлику од њихових противника тзв. абакиста које је предводио папа Силвестер други (рођен Герберт, 950-1003), а који су се служили римским бројевним системом и абаком усавршеним тиме што су за „куглице“ и „марке“ узимали жетоне, „апицес“ - бројке 1, 2, ..., 9 (без нуле).
Књига Ал гебр ... је стављана у противтежу са познатом школском књигом Аритметика (Quadrivium) што ју је написао римски државник и филозоф Боетије (Boethius, 475-526), а која је базирана на уџбенику Аритметици коју је око 100. године написао Никомах. Те две аритметике су у средњем веку били признати уџбеници математике.
Арапска математика је имала утицаја на хришћанску математику у Шпанији, Италији, Француској. Најпознатију алгебру средњег века написао је Леонардо Фибоначи (Leonardo Fibonacci, 1180?-1250?): Рачун (Liber abaci, 1202., прерађено 1228.). У том делу се налази и тзв. Фибоначијев идентитет: {\displaystyle (a^{2}+b^{2})(c^{2}+c^{2})=(ac\pm bd)^{2}+(ad\mp bc)^{2},} који је везан с тригонометријом, теоријом бројева итд. Књига „Рачун“ није писана у стилу абакиста, већ је била у другом духу, на бази декадног позиционог система који је аутор изучио у Алжиру где му је отац био царински чиновник. Леонардо је рођен у Италији, Пиза, па се осим његовог правог имена Фибоначи често говори о Леонарду Пизану, или Леонарду из Пизе.

### Основне рачунске операције
Основне рачунске операције су следеће четири: сабирање, одузимање, множење и дељење.
- у првој колони десно сабирамо 3+5=8, нема преноса; у другој колони збир је 12, пишемо 2 преносимо 1 улево; у трећој колони, са преносом 1, збир је 10 пишемо 0 преносимо 1; у четвртој колони здесна (прва слева), збир је 2.
- у првој колони десно одузимамо, позајмљујемо 1 из леве колоне, па је 13-5=8; у другој колони одузимамо 6-4=2, нема позајмљивања; у трећој колони 12-6=6.
- множимо здесна цифром јединица 23х1, па цифром десетица 23х4; десетични резултат потписујемо за једно место улево, ка тежим позицијама, и сабирамо; на крају избројимо укупно два децимална места.
- 23:41 нема целих, спуштамо нулу и отварамо запету; 230:41=5 целих; множимо назад 5х41 и потписујемо 205; одузимамо и спуштамо следећу нулу; 250:41= 6 целих; 6х41=246; разлика је приближно нула (4); количник је приближно 0,561.

Дељење 2,3 са 4,1 је исто што и 23:41, јер је у питању разломак (једнаке вредности) проширен са 10. Делећи 0,23 са 4,1 добили би (приближно) 0,0561. Исто као када би делили 2,3:41 а децималну запету у резултату би отворили након спуштања прве цифре иза децималне запете дељеника (3).

### Квадратни корен
За израчунавање другог корена броја обично не користимо основне рачунске операције. Али, ако их користимо, онда број прво поделимо у класе по две цифре лево и десно од децималне запете. Прва класа је са леве стране (може бити једноцифрен број), на слици лево то је број 23, је мало већа од 4 на квадрат. Прва цифра резултата је 4. Одузимамо квадрат, тј. 23-16=7. Спуштамо другу класу, две нуле, и делимо десно са двоструким резултатом допуњеним до првог мањег производа, 700:87*7, јер је 87*7=609 - мање од 700, а 88*8=704 - превише. Поново одузимамо и спуштамо следећу класу десно, тј. 9100. Делимо двоструким резултатом 94 проширеним следећом цифром тако да добијемо најближи мањи производ, то је 949*9=8541. Одузимамо 9100-8541=559, спуштамо нову класу десно и делимо двоструким резултатом. Сада је допуна 5, тј. 9585*5=47925 је мање од 55900, док је 9586*6=57516 преступ (више од 55900) итд. Приближан резултат је 4,795.
Други пример, на слици десно, исти поступак. Тражимо квадратни корен броја 341,5. Прва класа лево је број 3, цели део корена је 1, прва цифра резултата је 1. Од класе 3 одузимамо квадрат резултата 1 и добијамо 2, потписујемо и спуштамо следећу класу, број 41. Делимо двоструким резултатом 2 коме допишемо цифру 8 тако да је производ 28*8 најближи мањи потписаном 241 броју лево. Резултат одузимања 241-28*8=17 потписујемо и спуштамо нову класу, иза запете, добили смо број 1750, који десно делимо са двоструким резултатом 36 коме допишемо 4 тако да је 364*4=1456 још увек мање од 1750. Опет одузимамо 1750-1456=294, спуштамо нову класу, сада је лево број 29400, а десно двоструки резултат 368 проширен са 8, јер је 3688*8=29504 приближно 29400. Коначни резултат је приближно 18,48.

## Остали бројни системи
Први позициони систем бројева са нулом развиле су Маје (које су живеле на полуострву Јукатан у Средњој Америци), у 4. веку пре наше ере. База рачунања била је број 20; знак за нулу била је слика шкољке (попут затвореног ока), а цифре 1-19 су се градиле помоћу тачкица и хоризонталних паралелних цртица; нпр. три хоризонталне црте био је број 15, три хоризонталне црте са тачком изнад је број 16, исто са две тачке изнад 17, са три тачке 18, са четири тачке 19. маја су писали у ступцима, одоздо према горе, здесна налево.